# Championnats d'Europe de patinage artistique 2006
Navigation
Édition précédente Édition suivante
Les championnats d'Europe de patinage artistique 2006 se sont tenus du 17 au 22 janvier 2006 au palais des sports de Lyon en France.
La russe Irina Sloutskaïa remporte son 7e titre européen, record qui n'a jamais été égalé jusqu'à présent.

## Qualifications
Les patineurs sont éligibles à l'épreuve s'ils représentent une nation européenne membre de l'Union internationale de patinage (International Skating Union en anglais) et s'ils ont atteint l'âge de 15 ans avant le 1er juillet 2005 dans leur pays de naissance. La compétition correspondante pour les patineurs non européens est le championnat des Quatre Continents 2006. Les fédérations nationales sélectionnent leurs patineurs en fonction de leurs propres critères, mais l'Union internationale de patinage exige un score minimum d'éléments techniques (Technical Elements Score en anglais) lors d'une compétition internationale avant les championnats d'Europe.
Sur la base des résultats des championnats d'Europe 2005, l'Union internationale de patinage autorise chaque pays à avoir de une à trois inscriptions par discipline.
| Entrées                                                           | Messieurs                                | Dames                                     | Couples                         | Danse sur glace                                              |
| ----------------------------------------------------------------- | ---------------------------------------- | ----------------------------------------- | ------------------------------- | ------------------------------------------------------------ |
| 3                                                                 | France Russie                            | Finlande Russie Ukraine                   | Allemagne Russie                | Russie                                                       |
| 2                                                                 | Allemagne Belgique Roumanie Suisse Suède | Azerbaïdjan Croatie Hongrie Italie Suisse | France Israël Slovaquie Ukraine | Azerbaïdjan France Hongrie Israël Italie Royaume-Uni Ukraine |
| Si non répertorié ci-dessus, une seule inscription est autorisée. |                                          |                                           |                                 |                                                              |

## Podiums
| Épreuves                            | Or                                  | Argent                            | Bronze                                |
| ----------------------------------- | ----------------------------------- | --------------------------------- | ------------------------------------- |
| Messieurs résultats détaillés       | Evgeni Plushenko                    | Stéphane Lambiel                  | Brian Joubert                         |
| Dames résultats détaillés           | Irina Sloutskaïa                    | Ielena Sokolova                   | Carolina Kostner                      |
| Couples résultats détaillés         | Tatiana Totmianina / Maksim Marinin | Aljona Savchenko / Robin Szolkowy | Maria Petrova / Aleksey Tikhonov      |
| Danse sur glace résultats détaillés | Tatiana Navka / Roman Kostomarov    | Olena Hrushyna / Ruslan Honcharov | Margarita Drobiazko / Povilas Vanagas |

## Tableau des médailles
| Rang  | Nation    | Or | Argent | Bronze | Total |
| ----- | --------- | -- | ------ | ------ | ----- |
| 1     | Russie    | 4  | 1      | 1      | 6     |
| 2     | Allemagne | 0  | 1      | 0      | 1     |
| 2     | Suisse    | 0  | 1      | 0      | 1     |
| 2     | Ukraine   | 0  | 1      | 0      | 1     |
| 5     | France    | 0  | 0      | 1      | 1     |
| 5     | Italie    | 0  | 0      | 1      | 1     |
| 5     | Lituanie  | 0  | 0      | 1      | 1     |
| Total | Total     | 4  | 4      | 4      | 12    |

## Détails des compétitions

### Messieurs
| Rang                                        | Nom                  | Pays                 | Points | Programme court | Programme court | Programme libre | Programme libre |
| ------------------------------------------- | -------------------- | -------------------- | ------ | --------------- | --------------- | --------------- | --------------- |
| 1                                           | Evgeni Plushenko     | Russie               | 245.33 | 1               | 82.80           | 1               | 162.53          |
| 2                                           | Stéphane Lambiel     | Suisse               | 228.87 | 3               | 74.73           | 2               | 154.14          |
| 3                                           | Brian Joubert        | France               | 222.95 | 2               | 77.85           | 3               | 145.10          |
| 4                                           | Frédéric Dambier     | France               | 200.16 | 4               | 71.21           | 5               | 128.95          |
| 5                                           | Ilia Klimkin         | Russie               | 197.42 | 8               | 64.10           | 4               | 133.32          |
| 6                                           | Alban Préaubert      | France               | 190.18 | 5               | 69.08           | 8               | 121.10          |
| 7                                           | Kevin Van Der Perren | Belgique             | 182.32 | 11              | 59.98           | 7               | 122.34          |
| 8                                           | Silvio Smalun        | Allemagne            | 181.73 | 9               | 63.88           | 9               | 117.85          |
| 9                                           | Gheorghe Chiper      | Roumanie             | 181.51 | 6               | 66.46           | 11              | 115.05          |
| 10                                          | Tomáš Verner         | Tchéquie             | 178.26 | 7               | 66.13           | 14              | 112.13          |
| 11                                          | Ivan Dinev           | Bulgarie             | 177.18 | 16              | 54.30           | 6               | 122.88          |
| 12                                          | Stefan Lindemann     | Allemagne            | 176.70 | 10              | 60.70           | 10              | 116.00          |
| 13                                          | Sergei Davydov       | Biélorussie          | 170.51 | 15              | 56.70           | 13              | 113.81          |
| 14                                          | Kristoffer Berntsson | Suède                | 167.37 | 13              | 57.68           | 16              | 109.69          |
| 15                                          | Sergei Dobrin        | Russie               | 165.63 | 14              | 57.10           | 17              | 108.53          |
| 16                                          | Anton Kovalevski     | Ukraine              | 164.49 | 22              | 49.87           | 12              | 114.62          |
| 17                                          | Gregor Urbas         | Slovénie             | 162.95 | 18              | 52.99           | 15              | 109.96          |
| 18                                          | Viktor Pfeifer       | Autriche             | 159.27 | 12              | 57.89           | 19              | 101.38          |
| 19                                          | Karel Zelenka        | Italie               | 158.96 | 19              | 52.98           | 18              | 105.98          |
| 20                                          | Adrian Schultheiss   | Suède                | 149.10 | 17              | 54.19           | 22              | 94.91           |
| 21                                          | Jamal Othman         | Suisse               | 148.85 | 23              | 49.37           | 20              | 99.48           |
| 22                                          | Roman Serov          | Israël               | 148.10 | 21              | 50.05           | 21              | 98.05           |
| 23                                          | Ari-Pekka Nurmenkari | Finlande             | 137.11 | 20              | 51.14           | 23              | 85.97           |
| 24                                          | Aidas Reklys         | Lituanie             | 128.51 | 24              | 46.12           | 24              | 82.39           |
| Patineurs éliminés après le programme court |                      |                      |        |                 |                 |                 |                 |
| 25                                          | John Hamer           | Royaume-Uni          |        | 25              | 45.99           | NC              | NC              |
| 26                                          | Zoltán Tóth          | Hongrie              |        | 26              | 44.93           | NC              | NC              |
| 27                                          | Michael Chrolenko    | Norvège              |        | 27              | 44.22           | NC              | NC              |
| 28                                          | Przemysław Domański  | Pologne              |        | 28              | 42.55           | NC              | NC              |
| 29                                          | Trifun Živanović     | Serbie-et-Monténégro |        | 29              | 42.38           | NC              | NC              |
| 30                                          | Igor Macypura        | Slovaquie            |        | 30              | 42.00           | NC              | NC              |
| 31                                          | Zeus Issariotis      | Grèce                |        | 31              | 38.53           | NC              | NC              |
| 32                                          | Alper Uçar           | Turquie              |        | 32              | 36.38           | NC              | NC              |
| 33                                          | Boris Martinec       | Croatie              |        | 33              | 35.05           | NC              | NC              |
| 34                                          | Adrian Matei         | Roumanie             |        | 34              | 34.79           | NC              | NC              |
| 35                                          | Yediel Canton        | Espagne              |        | 35              | 34.52           | NC              | NC              |

### Dames
| Rang                                          | Nom                     | Pays                 | Points | Programme court | Programme court | Programme libre | Programme libre |
| --------------------------------------------- | ----------------------- | -------------------- | ------ | --------------- | --------------- | --------------- | --------------- |
| 1                                             | Irina Sloutskaïa        | Russie               | 193.24 | 1               | 66.43           | 1               | 126.81          |
| 2                                             | Ielena Sokolova         | Russie               | 177.81 | 2               | 60.88           | 2               | 116.93          |
| 3                                             | Carolina Kostner        | Italie               | 172.45 | 5               | 60.04           | 3               | 112.41          |
| 4                                             | Sarah Meier             | Suisse               | 167.16 | 3               | 60.87           | 4               | 106.29          |
| 5                                             | Elene Gedevanishvili    | Géorgie              | 153.27 | 4               | 60.19           | 6               | 93.08           |
| 6                                             | Kiira Korpi             | Finlande             | 146.37 | 11              | 47.74           | 5               | 98.63           |
| 7                                             | Susanna Pöykiö          | Finlande             | 144.75 | 7               | 56.05           | 8               | 88.70           |
| 8                                             | Alisa Drei              | Finlande             | 141.55 | 9               | 49.76           | 7               | 91.79           |
| 9                                             | Viktoria Volchkova      | Russie               | 131.88 | 6               | 57.08           | 15              | 74.80           |
| 10                                            | Annette Dytrt           | Allemagne            | 131.11 | 12              | 47.39           | 9               | 83.72           |
| 11                                            | Idora Hegel             | Croatie              | 127.15 | 10              | 48.63           | 11              | 78.52           |
| 12                                            | Viktória Pavuk          | Hongrie              | 126.88 | 8               | 50.70           | 12              | 76.18           |
| 13                                            | Tuğba Karademir         | Turquie              | 124.72 | 17              | 41.42           | 10              | 83.30           |
| 14                                            | Júlia Sebestyén         | Hongrie              | 121.90 | 13              | 46.61           | 13              | 75.29           |
| 15                                            | Jelena Glebova          | Estonie              | 116.59 | 14              | 42.32           | 16              | 74.27           |
| 16                                            | Sonia Radeva            | Bulgarie             | 114.24 | 21              | 39.29           | 14              | 74.95           |
| 17                                            | Nadège Bobillier        | France               | 112.88 | 15              | 41.89           | 19              | 70.99           |
| 18                                            | Andrea Kreuzer          | Autriche             | 111.95 | 20              | 39.92           | 17              | 72.03           |
| 19                                            | Valentina Marchei       | Italie               | 111.66 | 19              | 40.31           | 18              | 71.35           |
| 20                                            | Teodora Poštič          | Slovénie             | 111.15 | 18              | 41.15           | 20              | 70.00           |
| 21                                            | Martine Zuiderwijk      | Pays-Bas             | 104.77 | 16              | 41.69           | 21              | 63.08           |
| 22                                            | Ekaterina Proyda        | Ukraine              | 96.47  | 24              | 37.17           | 22              | 59.30           |
| 23                                            | Jacqueline Belenyesiová | Slovaquie            | 94.93  | 23              | 37.27           | 23              | 57.66           |
| 24                                            | Lina Johansson          | Suède                | 90.61  | 22              | 38.09           | 24              | 52.52           |
| Patineuses éliminées après le programme court |                         |                      |        |                 |                 |                 |                 |
| 25                                            | Fleur Maxwell           | Luxembourg           |        | 25              | 37.10           | NC              | NC              |
| 26                                            | Ivana Hudziecová        | Tchéquie             |        | 26              | 33.62           | NC              | NC              |
| 27                                            | Cindy Carquillat        | Suisse               |        | 27              | 31.10           | NC              | NC              |
| 28                                            | Željka Krizmanić        | Croatie              |        | 28              | 29.82           | NC              | NC              |
| 29                                            | Olga Zadvornova         | Lettonie             |        | 29              | 29.62           | NC              | NC              |
| 30                                            | Kirsten Verbist         | Belgique             |        | 30              | 29.16           | NC              | NC              |
| 31                                            | Ksenia Jastsenjski      | Serbie-et-Monténégro |        | 31              | 23.00           | NC              | NC              |
| 32                                            | Rūta Gajauskaitė        | Lituanie             |        | 32              | 22.69           | NC              | NC              |
| Forfait                                       | Roxana Luca             | Roumanie             |        | NC              | NC              | NC              | NC              |

### Couples
| Rang    | Nom                                 | Pays        | Points | Programme court | Programme court | Programme libre | Programme libre |
| ------- | ----------------------------------- | ----------- | ------ | --------------- | --------------- | --------------- | --------------- |
| 1       | Tatiana Totmianina / Maksim Marinin | Russie      | 195.87 | 1               | 68.04           | 1               | 127.83          |
| 2       | Aljona Savchenko / Robin Szolkowy   | Allemagne   | 188.08 | 3               | 64.46           | 2               | 123.62          |
| 3       | Maria Petrova / Aleksey Tikhonov    | Russie      | 187.04 | 2               | 66.07           | 3               | 120.97          |
| 4       | Julia Obertas / Sergei Slavnov      | Russie      | 173.90 | 4               | 62.21           | 4               | 111.69          |
| 5       | Dorota Zagórska / Mariusz Siudek    | Pologne     | 153.67 | 5               | 49.53           | 5               | 104.14          |
| 6       | Marylin Pla / Yannick Bonheur       | France      | 138.20 | 7               | 47.04           | 6               | 91.16           |
| 7       | Eva-Maria Fitze / Rico Rex          | Allemagne   | 134.44 | 8               | 46.02           | 7               | 88.42           |
| 8       | Rebecca Handke / Daniel Wende       | Allemagne   | 130.70 | 6               | 47.81           | 8               | 82.89           |
| 9       | Rumiana Spassova / Stanimir Todorov | Bulgarie    | 116.40 | 9               | 38.87           | 9               | 77.53           |
| 10      | Julia Beloglazova / Andrei Bekh     | Ukraine     | 108.95 | 11              | 36.45           | 10              | 72.50           |
| 11      | Stacey Kemp / David King            | Royaume-Uni | 106.80 | 13              | 35.98           | 11              | 70.82           |
| 12      | Diana Rennik / Aleksei Saks         | Estonie     | 103.06 | 14              | 35.47           | 12              | 67.59           |
| 13      | Alina Dikhtiar / Filip Zalevski     | Ukraine     | 101.02 | 12              | 36.04           | 13              | 64.98           |
| Abandon | Olga Prokuronova / Karel Štefl      | Tchéquie    |        | 10              | 37.51           |                 |                 |

### Danse sur glace
| Rang | Nom                                     | Nation      | Points | Danse imposée | Danse imposée | Danse originale | Danse originale | Danse libre | Danse libre |
| ---- | --------------------------------------- | ----------- | ------ | ------------- | ------------- | --------------- | --------------- | ----------- | ----------- |
| 1    | Tatiana Navka / Roman Kostomarov        | Russie      | 202.32 | 3             | 38.21         | 1               | 60.79           | 1           | 103.32      |
| 2    | Olena Hrushyna / Ruslan Honcharov       | Ukraine     | 196.73 | 1             | 38.82         | 3               | 58.79           | 4           | 99.12       |
| 3    | Margarita Drobiazko / Povilas Vanagas   | Lituanie    | 196.18 | 2             | 38.34         | 5               | 56.95           | 2           | 100.89      |
| 4    | Isabelle Delobel / Olivier Schoenfelder | France      | 194.49 | 4             | 35.66         | 2               | 59.02           | 3           | 99.81       |
| 5    | Galit Chait / Sergei Sakhnovski         | Israël      | 188.91 | 5             | 34.79         | 4               | 57.03           | 5           | 97.09       |
| 6    | Oksana Domnina / Maksim Chabaline       | Russie      | 175.72 | 7             | 32.69         | 6               | 53.31           | 6           | 89.72       |
| 7    | Federica Faiella / Massimo Scali        | Italie      | 167.86 | 6             | 33.21         | 7               | 51.54           | 10          | 83.11       |
| 8    | Sinead Kerr / John Kerr                 | Royaume-Uni | 167.19 | 8             | 31.96         | 9               | 51.00           | 7           | 84.23       |
| 9    | Kristin Fraser / Igor Lukanin           | Azerbaïdjan | 165.62 | 9             | 30.06         | 8               | 51.52           | 9           | 84.04       |
| 10   | Jana Khokhlova / Sergey Novitski        | Russie      | 162.65 | 10            | 28.64         | 10              | 49.79           | 8           | 84.22       |
| 11   | Nathalie Péchalat / Fabian Bourzat      | France      | 156.46 | 11            | 28.63         | 11              | 47.61           | 11          | 80.22       |
| 12   | Nóra Hoffmann / Attila Elek             | Hongrie     | 152.25 | 13            | 27.08         | 12              | 45.64           | 12          | 79.53       |
| 13   | Christina Beier / William Beier         | Allemagne   | 151.04 | 12            | 28.62         | 13              | 45.41           | 13          | 77.01       |
| 14   | Anastasia Grebenkina / Vazgen Azroyan   | Arménie     | 144.52 | 14            | 26.25         | 14              | 44.09           | 14          | 74.18       |
| 15   | Alexandra Zaretski / Roman Zaretski     | Israël      | 138.47 | 17            | 22.70         | 15              | 42.39           | 15          | 73.38       |
| 16   | Alexandra Kauc / Michał Zych            | Pologne     | 135.91 | 16            | 23.74         | 17              | 39.20           | 16          | 72.97       |
| 17   | Julia Golovina / Oleg Voiko             | Ukraine     | 135.87 | 15            | 24.53         | 16              | 41.42           | 17          | 69.92       |
| 18   | Alessia Aureli / Andrea Vaturi          | Italie      | 128.07 | 19            | 20.89         | 18              | 39.12           | 18          | 68.06       |
| 19   | Kamila Hájková / David Vincour          | Tchéquie    | 127.77 | 18            | 22.31         | 20              | 37.70           | 19          | 67.76       |
| 20   | Phillipa Towler-Green / Phillip Poole   | Royaume-Uni | 122.92 | 20            | 20.84         | 19              | 39.03           | 21          | 63.05       |
| 21   | Zsuzsanna Nagy / György Elek            | Hongrie     | 118.89 | 21            | 18.91         | 21              | 35.40           | 20          | 64.58       |
| 22   | Leonie Krail / Oscar Peter              | Suisse      | 109.94 | 22            | 17.80         | 22              | 33.92           | 22          | 58.22       |